# Luchthaven Suceava
Luchthaven Suceava "Stefan cel Mare" (Roemeens: Aeroportul Suceava "Ştefan cel Mare") IATA-code: SCV, ligt 12 kilometer ten oosten van Suceava, in het noordoosten van Roemenië. Het vliegveld is geopend in 1932, sinds 1960 zijn er lijndiensten.

## Maatschappijen en Bestemmingen
| Luchtvaartmaatschappij | Bestemmingen (juni 2011) |
| ---------------------- | ------------------------ |
| TAROM                  | Boekarest-Henri Coandă   |